# Impatiens munnarensis
Impatiens munnarensis är en balsaminväxtart som beskrevs av E.Barnes. Impatiens munnarensis ingår i släktet balsaminer, och familjen balsaminväxter. Inga underarter finns listade i Catalogue of Life.